# Criminal: Niemcy
Criminal: Niemcy (niem. Criminal: Deutschland) – niemieckojęzyczny miniserial kryminalno-psychologiczny zrealizowany na zlecenie platformy Netflix w ramach jej paneuropejskiego projektu siostrzanych miniseriali Criminal. Wyprodukowano 3 odcinki, które zostały udostępnione abonentom Netfliksa w dniu 20 września 2019 r. Reżyserem wszystkich odcinków był Oliver Hirschbiegel.  

## Fabuła
Podobnie jak w przypadku wszystkich odsłon projektu Criminal, akcja serialu toczy się wyłącznie w policyjnym pokoju przesłuchań oraz w bezpośrednio przyległych do niego pomieszczeniach. W tym przypadku są one zlokalizowane w jednym z policyjnych budynków w Berlinie. Zespół przesłuchujący jest dowodzony twardą ręką przez pochodzącego z dawnego NRD nadinspektora Schulza. W ostatnim czasie pojawiły się wysuwane wobec niego podejrzenia o nieprawidłowości, w związku z czym do grupy zostaje tymczasowo przydzielona znacznie młodsza od Schulza, a obecnie będąca w zaawansowanej ciąży, nadinspektor Keller. Ma ona dokonać oceny pracy zespołu, a jednocześnie otrzymuje prawo udziału we wszystkich prowadzonych przesłuchaniach.  

### Odcinki
| nr | tytuł   | fabuła | scenariusz                  |
| -- | ------- | --- | --------------------------- |
| 1  | Jochen  | Na przesłuchanie zostaje wezwany jeden z berlińskich magnatów rynku nieruchomości, który przybył do miasta z RFN tuż po zjednoczeniu Niemiec i dorobił się na wykupywaniu lokali w dawnym Berlinie Wschodnim, a następnie ich renowacji i sprzedaży z dużym zyskiem. Pracownik, którego wynajął blisko 30 lat wcześniej do swojego pierwszego berlińskiego remontu, po zakończeniu pracy zniknął bez wieści. | Bernd Lange                 |
| 2  | Yilmaz  | Początkowo prosta i rutynowa sprawa przemocy domowej nagle komplikuje się, gdy podejrzany okazuje się być zięciem jednej z najbardziej wpływowych osób w Berlinie. Jeszcze bardziej niezwykłe jest to, że zamiast stanąć w obronie córki, teść przysyła na pomoc zatrzymanemu bezwzględnego adwokata z najwyższej półki.                                                                                     | Bernd Lange                 |
| 3  | Claudia | Nadinspektor Schulz wraca do śledztwa w sprawie makabrycznych morderstw nastolatek, które prowadził ponad 20 lat wcześniej. Matka jednej z ofiar jest śmiertelnie chora, a policjant za wszelką cenę stara się wyciągnąć z jedynej żyjącej jeszcze sprawczyni informację o miejscu ukrycia zwłok zabitej dziewczyny, tak aby matka zdążyła ją godnie pochować przed śmiercią.                                | Sebastian Heeg, Bernd Lange |

## Obsada
- Sylvester Groth jako detektyw nadinspektor Karl Schulz
- Eva Meckbach jako detektyw nadinspektor Nadine Keller
- Florence Kasumba jako policjantka Antje Borchert
- Christian Kuchenbuch jako policjant Martin Ludwig
- Jonathan Berlin jako pracownik policji Stefan Proska
- Peter Kurth jako podejrzany Jochen Müller
- Deniz Arora jako podejrzany Yilmaz Yussef
- Nina Hoss jako skazana Claudia Hartmann
- Christian Berkel jako adwokat dr Marquardt[2]

## Produkcja
Choć serial rozgrywa się we Niemczech, został w całości zrealizowany w Hiszpanii, a dokładniej w hali zdjęciowej na terenie ośrodka produkcyjnego Ciudad de la Tele w Madrycie. Z tej samej scenografii w tej samej hali korzystały również siostrzane seriale Criminal: Francja, Criminal: Hiszpania, a także (tylko w serii 1) Criminal: Wielka Brytania.